# Lars Rasmussen (kézilabdázó)
Lars Rasmussen (Hillerød,  1976. április 9. –) dán kézilabdázó, edző.

## Pályafutása

### Játékosként

#### Klubcsapatokban
Lars Rasmussen a Lyngby színeiben kezdte pályafutását, de a dán élvonalban már a Virum-Sorgenfri csapatában mutatkozott be. A Koppenhága elővárosában székelő csapattal 1997-ben megnyerte a bajnokságot, a 2001-2002-es szezonban pedig a gólkirályi címet, azonban a klub ezt követően csődbe ment. Rasmussen ekkor az Ajax Farum csapatához szerződött. Mindössze egy szezont töltött a csapatnál, majd Németországba, a Mindenben folytatta pályafutását. 2005-ben tért vissza Dániába a Team Tvis Holstebróhoz, akikkel 2008-ban Dán Kupát nyert. 2010 nyarán fejezte be játékos pályafutását.

#### A válogatottban
A dán válogatottban 86 alkalommal lépett pályára. Nikolai Bredahl Jacobsen és Lars Christiansen mögött sokáig csak harmadik számú játékos volt a posztján, azonban így is szerepelt a 2008-as Európa-bajnokságon, ahol aranyérmes lett a válogatottal, valamint a 2007-es világbajnokságon és 2006-os Európa-bajnokságon, ahol bronzérmet szerzett a csapat tagjaként.

### Edzőként
Rasmussen 2010-ben a Horsens másodedzője lett, majd később átvette a csapat irányítását. 2013 nyarán a Vendsyssel Håndbold női csapatának vezetőedzője lett. 2015. július 1-jén a Ringkøbing élére nevezték ki. 2017 nyarán a magyar élvonalban szereplő  Siófok vezetőedzője lett. Egy szezon után távozott, majd a következő idényben a Kolding másodedzőjeként kezdett dolgozni.

## Sikerei, díjai

### A válogatottban
- Világbajnokság
  - 3. helyezett: 2007
- Európa-bajnokság
  - győztes: 2008
  - 3. helyezett: 2006